# Speise-Morchel
Die Speise- oder Rund-Morchel (Morchella esculenta) ist eine Schlauchpilzart (Ascomycota) aus der Familie der Morchelverwandten (Morchellaceae). Sie entwickelt im Frühjahr große, in Hut und Stiel gegliederte Fruchtkörper mit einem wabigen Hut in gelblichen, gräulichen oder bräunlichen Tönen in Schattierungen von blass bis braun.
Sie ist ein sehr begehrter Speisepilz mit hohem Wiedererkennungswert. Sie wird auch getrocknet gehandelt.

## Merkmale
Die Speisemorchel bildet bis zu 12 Zentimeter hohe und 2 bis 8 Zentimeter breite, in Hut und Stiel gegliederte Fruchtkörper (Komplexapothecien).
Sie finden sich manchmal einzeln, aber öfter in Gruppen auf dem Boden.
Der junge Fruchtkörper ist ein dichter, gräulicher Schwamm mit helleren Rippen und dehnt sich zu einem großen, wabigen Schwamm.
Der Hut ist dann rundlich eiförmig, manchmal stumpfkegelig und typischerweise um 2 bis 10 Zentimeter hoch.
Seine Oberfläche ist in Farbtönen mit Braun, Gelb und Grau von blass bräunlich-cremefarben über hellocker, (grau-)gelb bis braun gefärbt.
Sie ist unregelmäßig wabenartig strukturiert. Die großen Gruben sind gerundet und unregelmäßig angeordnet und durch sterile Rippen voneinander getrennt. Die Kanten der Rippen sind gewöhnlich nicht dunkler als die Gruben und ihr Umriss etwas oval, manchmal stumpf kegelförmig mit einer abgerundeten Oberseite oder länglicher. Der Grund der Gruben ist faltig.
Der Hut ist am heruntergebogenen Rand mit dem Stiel verwachsen und bildet einen durchgängigen Hohlraum. Auf der Innenfläche ist er rau und körnig.
Der 2 bis 9 Zentimeter hohe und 2 bis 5 Zentimeter starke Stiel ist ebenfalls hohl und gerade oder häufig an der Basis keulenförmig oder knollig verdickt. Seine Oberfläche ist weiß bis fahl oder (blass-)gelb, runzlig und kleieartig-körnig bestreut strukturiert. Im Alter kann er an der Basis bräunliche Flecken haben.
Das Fleisch ist im Hutbereich zerbrechlich, im Stiel zäher. Es riecht und schmeckt angenehm.
Die Sporen sind in Masse von weiß über creme bis leicht gelb, wobei ein Sporenpulverabdruck durch die Form des Fruchtkörpers schwer zu gewinnen sein kann.
Die Speisemorchel ist sehr vielgestaltig; die verschiedenen Formen wurden in der Literatur zum Teil als eigene Arten und Unterarten beschrieben.

### Mikroskopische Merkmale
Die Sporen bilden sich jeweils zu acht in Asci, die die Gruben auskleiden – die Rippen sind steril. Sie sind ellipsoid, glatt, dünnwandig, durchscheinend (Hyalinität), beinahe farblos hellgelb und messen 17,5 bis 21,9 auf 8,8 bis 12 Mikrometer. Die durchscheinenden Asci sind zylindrisch geformt und messen 223 bis 300 auf 19 bis 20 Mikrometer. Die Paraphysen sind fädig, zylindrisch, 5,8 bis 8,8 Mikrometer stark und ebenfalls hyalin.
Die Hyphen des Stiels sind verwoben, hyalin und 5,8 bis 9,4 Mikrometer stark. Die oberflächlichen Hyphen sind geschwollen, sphärisch bis birnenförmig, 22 bis 44 Mikrometer stark und von einem Netz verwobener, 11 bis 16,8 Mikrometer starker Hyphen mit eingebogenen, zylindrischen Hyphenenden bedeckt.

### Entwicklung
Fruchtkörper wurden erfolgreich im Labor gezüchtet. Ronald D. Ower beschrieb als erster die Entwicklungsstadien von unter kontrollierten Bedingungen aufgezogenen Schlauchpilzen. Darauf folgten ausführliche zytologische Studien von Thomas J. Volk und Thomas J. Leonard (1989, 1990). Um den Lebenszyklus zu untersuchen, verfolgten sie die Entwicklung des Ascoma beim Fruchten in Beziehung mit Knollenbegonien (Begonia × tuberhybrida), von sehr kleinen Anlagen zu voll ausgebildeten Fruchtkörpern.
Die Entwicklung junger Fruchtkörper beginnt als dichter Knoten von Pilzfäden, wenn passende Feuchtigkeits- und Nährstoffbedingungen erreicht wurden. Im Boden befinden sich Hyphenknoten, die eine Weile lang becherförmig sind, später aus dem Boden treten und sich zu einem gestielten Fruchtkörper entwickeln. Bei der weiteren Entwicklung formt sich die Fruchtschicht konvex mit den Asci nach außen gewendet. Wegen des ungleichmäßigen Wachstums der Oberfläche des Hymeniums faltet es sich zu den vielen Rippen und Vertiefungen, was zu der schwamm- oder wabenartigen Erscheinung führt.

## Artabgrenzung
Die Speisemorchel ist wahrscheinlich die bekannteste Morchel. Im Unterschied zu Morchella angusticeps und ihren Verwandten sind die Hüte während der gesamten Entwicklung hell gefärbt; besonders die Rippen, die blasser bleiben als die Gruben.
Morchella crassipes wird manchmal mit der Speisemorchel verwechselt.
Smith (1975) zufolge sind es getrennte Arten, wobei junge Formen von Morchella crassipes schwer von der Speisemorchel unterscheidbar sind. Die beiden sind ähnlich gefärbt, wobei Morchella crassipes größer ist, oft schmale Rippen hat und manchmal eine vergrößerte, längsgefurchte Stielbasis hat.
Morcheln wurden auch schon mit Stinkmorcheln verwechselt, die aber eine Volva an der Stielbasis haben und mit Gleba überzogen sind, einer schleimigen, faulig-riechenden Sporenmasse.
Die Fruchtkörper der im englischen Sprachraum auch als „falsche Morcheln“ bezeichneten Giftlorcheln haben Kopfbereiche („Kappen“) mit unregelmäßig lappigen Strukturen statt der wabigen Rippen-Gruben-Struktur und ohne durchgängigen Hohlraum. Bei der giftigen Frühjahrs-Giftlorchel ist er in der Regel auch deutlich dunkler gefärbt und hirnförmig gewunden.

## Ökologie

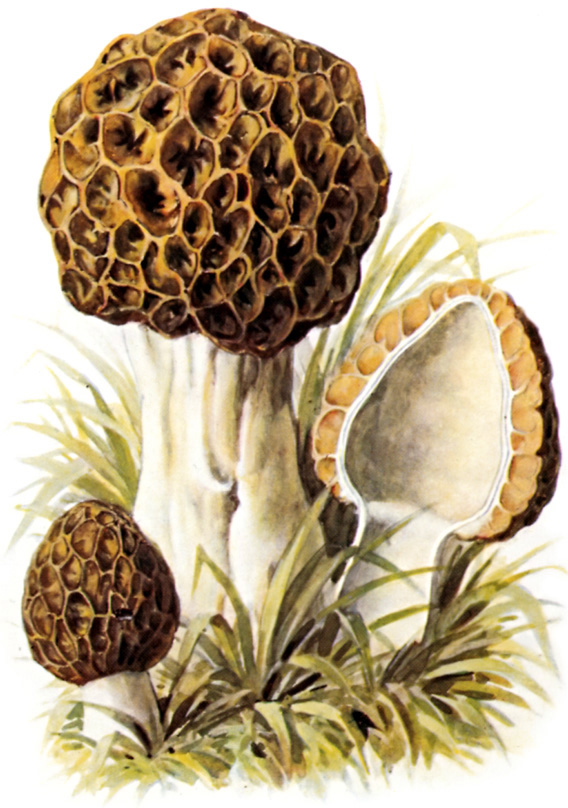
Zeichnung von Albin Schmalfuß, 1897

### Habitat
Die Speisemorchel wächst als Bodenfolgezersetzer in einer Vielzahl von Lebensräumen. Sie lebt in Wäldern (Laubwälder, Auenwälder), Obstgärten, Gärten und Gebüschen und manchmal auf kürzlich abgebrannten Flächen und aufgegrabenen Böden.
Sie bevorzugt humusreiche, kalkhaltige (basische) Böden, doch zuweilen wächst sie auch auf sandigen und auf sauren Böden. Sehr gern wächst sie unter verschiedenen Laubbäumen, darunter häufig Eschen und manchmal Obstbäume. Eine Mykorrhiza-Bindung an die Feinwurzeln dieser Gehölze wird allerdings verneint.
David Arora bemerkt, dass die Fruchtkörper regelmäßig in großer Zahl um die Stämme sterbender Ulmen anzutreffen sind, die vom Ulmensterben befallen sind.

### Fruchtungszeit
Der Pilz fruchtet während eines kurzen Zeitraums gewöhnlich im frühen Frühling, in Mitteleuropa von April bis Juni. In Nordamerika wird er manchmal als „Maipilz“ bezeichnet, da er regelmäßig in diesem Monat fruchtet. Jedoch variiert die Fruchtungszeit, abhängig vom Wetter, örtlich von Februar bis Juli. An Standorten mit mehreren Arten ist es typischerweise die letzte fruchtende Morchelspezies. Beispielsweise erscheinen Morcheln im nördlichen Kanada und in kühleren Berggebieten nicht vor Juni.
Es wurde vermutet, dass die frühe Fruchtungszeit auf die Fähigkeit zum Wachstum bei niedrigen Temperaturen gründet, um der Konkurrenz mit anderen Arten zu entgehen, was später in Experimenten durch die Korrelation von Sporenkeimung und Bodentemperaturen gestützt wurde.

### Verbreitung
Der Pilz findet sich zumindest in Europa sowie in Nord- und Südamerika (namentlich Brasilien). In höheren Gebirgslagen fehlt er. Im indischen Jammu und Kashmir ist der Pilz genau wie die Spitzmorchel Morchella conica auch als Himalaya-Wildpilz und Gucchi bekannt. In Nordamerika ist er weit verbreitet, jedoch besonders häufig im östlichen Nordamerika und im Mittleren Westen. In Mitteleuropa ist er verbreitet, jedoch örtlich auch selten oder fehlend. In Deutschland steht er, wie alle Arten der Gattung Morchella, nach der Bundesartenschutzverordnung unter Naturschutz und darf nur in geringen Mengen für den Eigenbedarf gesammelt werden.

## Bedeutung
Die Art wurde zum Pilz des US-Bundesstaates Minnesota erklärt und war der erste Pilz mit einem solchen Status.

### Kultur
Speisemorchel-Myzelium ist problemlos kultivierbar und kommerziell erhältlich.
Wegen der teuren Fruchtkörper wurden bereits mehrere Kulturversuche unternommen. 1901 berichtete Ch. Repin von Fruchtkörpern aus neun Jahre zuvor in einer Höhle in Blumentöpfen eingerichteten Kulturen. Trotzdem waren kommerzielle Kulturversuche nur teilweise erfolgreich.

### Verwendung

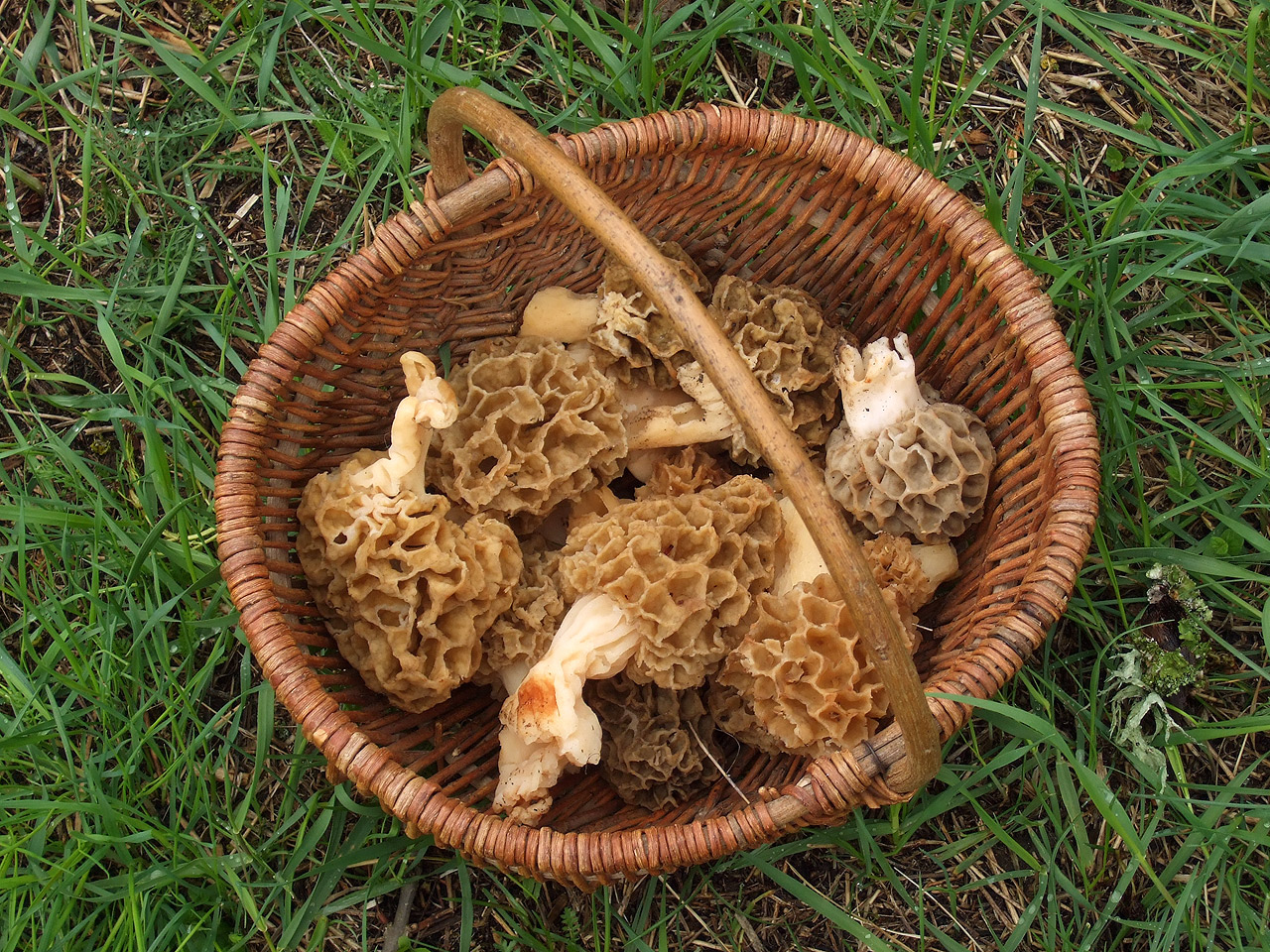
Geerntete Speise-Morcheln

Morcheln sind sehr begehrte Speisepilze. Sie werden getrocknet zum Verkauf angeboten und zur Saison örtlich auch frisch gehandelt.
Die Speisemorchel ist, wie alle Morcheln, unter den teuersten aller Speisepilze.
Morcheln stehen in Deutschland unter Naturschutz und dürfen nur in geringen Mengen für den eigenen Bedarf gesammelt werden.
Rohe Fruchtkörper enthalten das gastrointestinal reizende, wahrscheinlich krebserzeugende Gift Hydrazin, aber Vorkochen oder Blanchieren beseitigt es. Alte Fruchtkörper, die Zeichen der Verwesung zeigen, könnten giftig sein.
Bei einem Einzelfall in Deutschland wurde von sechs Personen berichtet, bei denen 6 bis 12 Stunden nach dem Verzehr von Speisemorcheln neurologische Effekte auftraten. Diese umfassten Ataxie und Sehbeeinträchtigungen und dauerten bis zu einem Tag an, bevor sie ohne bleibende Wirkungen verschwanden.
In Morchelfruchtkörpern aus einigen alten Obstgärten finden sich Altlasten des (in Nordamerika besonders in den 1920er bis 1950er Jahren) bis in die 1960er Jahre gebräuchlichen blei- und arsenhaltigen Insektizids Bleiarsenat (PbHAsO4), die schon zu mindestens einer schweren Schwermetallvergiftung geführt haben.
Die Hüte können auch aufgefädelt an der Sonne getrocknet werden, was den Geschmack konzentrieren soll. Eine Untersuchung ermittelte folgende Haupt-Nährbestandteile (als Anteile in Trockenmasse): 38 % Kohlenhydrate, 32,7 % Protein, 17,6 % Ballaststoffe, 9,7 % Asche und 2 % Fette.

### Bioaktive Verbindungen
Sowohl die Fruchtkörper als auch die Myzelien der Speisemorchel enthalten eine ungewöhnliche Aminosäure, cis-3-Amino-L-Prolin; diese Aminosäure scheint nicht proteingebunden zu sein. Außer in der Speisemorchel ist ein Vorkommen nur noch in der Spitz-Morchel (Morchella conica) und Morchella crassipes bekannt.

### Medizinische Eigenschaften
Mehrfachzucker aus dem Myzel der Speisemorchel sind in einer Reihe von Medikamenten zur Unterstützung des Immunsystems und Hemmung von Tumorwachstum als aktive Bestandteile enthalten.
Laborexperimente mit Nagermodellen legen nahe, dass die Mehrfachzucker aus Fruchtkörpern der Speisemorchel mehrere medizinische Eigenschaften haben, einschließlich tumorhemmenden Wirkungen, immunmodulierenden Eigenschaften, Fatigue-Resistenz und antivirale Wirkungen. Die Mehrfachzucker der Myzelien der Speisemorchel weisen eine stärkere antioxidative Aktivität auf als α-Tocopherol (Vitamin E).
Der Pilz ist im IUCN-Nationalregister der Medizinpflanzen Nepals geführt.
Die Speisemorchel wird in der traditionellen chinesischen Medizin zur Behandlung von Verdauungsstörungen, überschüssigem Auswurf und Kurzatmigkeit verwendet.

### Industrielle Anwendungen; Feststoffvergärung
Die Feststoffvergärung (englisch: solid-state fermentation, SSF) ist ein industrieller Prozess zur Produktion von Enzymen und zur Veredelung von Lebensmitteln, besonders orientalischen Lebensmitteln. SSF ist ein Verfahren, bei dem ein unlösliches Substrat mit ausreichend Feuchtigkeit, jedoch ohne ungebundenes Wasser fermentiert wird. SSF erfordert im Unterschied zur Vergärung von Flüssigphasen keine komplexen Fermentierungssteuerung und bietet viele Vorteile gegenüber submerser Flüssigfermentierung. Die Speisemorchel zeigt sich vielversprechend bei der Zersetzung von Stärke und Verbesserung des Nährwertes von Maismehl bei der Feststoffvergärung.
Myzel von der Speisemorchel kann an Furocumarine binden und ihre Wirkung hemmen, Stoffe aus Grapefruits, die das menschliche Enzym Cytochrom P450 hemmen und für die Wechselwirkung zwischen Grapefruit und psychoaktiven Substanzen verantwortlich sind.

## Systematik und Taxonomie
Die Art wurde in dem 1753 von Carl von Linné veröffentlichten Werk „Species Plantarum“ erstmals wissenschaftlich beschrieben als Phallus esculentus.
Die bis heute gültige Zuordnung der Art zur Gattung der Morcheln (Morchella) wurde 1801 von Christian Hendrik Persoon publiziert. Als sanktionierender Autor tritt der schwedische Mykologe Elias Magnus Fries auf.
Mehrere Trivialnamen qualifizieren diese Morchelart über die Farbe(n) der Fruchtkörper – also zum Beispiel als „gelbe“ (im Englischen) oder „graue“ Morchel.
Weitere englischsprachige Namen zeichnen sie als „gewöhnliche“ („common“), „echte“ („true“) oder „gelbe“ („yellow“) oder „Schwamm“-Morchel („sponge“) aus. Außer als Morchel wird sie örtlich auch als „Molly Moocher“ (in West Virginia), „Heuhaufen“ („haystack“) und „Trockenland-Fisch“ („dryland fish“) bezeichnet. In Nepal ist sie bekannt als Guchi chyau.
Das Art-Epitheton „esculenta“ ist ein lateinisches Adjektiv und bedeutet „essbar“.
Es werden verschiedene Varietäten beschrieben, darunter var. rotunda (Persoon), die Speise- oder Rund-Morchel, und var. vulgaris (Boudier), die Gemeine Morchel.